# Gnophos canariensis
Gnophos canariensis là một loài bướm đêm trong họ Geometridae.